# Frasi & fumo
Frasi & fumo è il terzo album in studio della cantautrice italiana Nina Zilli, pubblicato il 12 febbraio 2015 dalla Universal Music Group.

## Tracce
1. Intro (Cirronembi) – 3:18
2. Frasi & fumo – 3:58
3. Luna spenta – 3:36
4. Sola – 2:49
5. #RLL (Riprenditi le lacrime) – 3:21
6. Cadevo piano – 3:50
7. Lei dice – 3:21
8. Una breve vacanza – 3:36
9. Schema libero (featuring Neffa) – 2:51
10. Fra il divano e le nuvole – 2:56
11. Se bruciasse la città – 2:50 – originariamente interpretata da Massimo Ranieri
12. Dicembre – 3:05
13. Unico re – 3:11
14. Dormi, dormi – 3:49

Traccia bonus nell'edizione di iTunes
1. Malefa – 3:35

## Classifiche
| Classifica (2015) | Posizione massima |
| ----------------- | ----------------- |
| Italia            | 15                |